# Düzgün TV

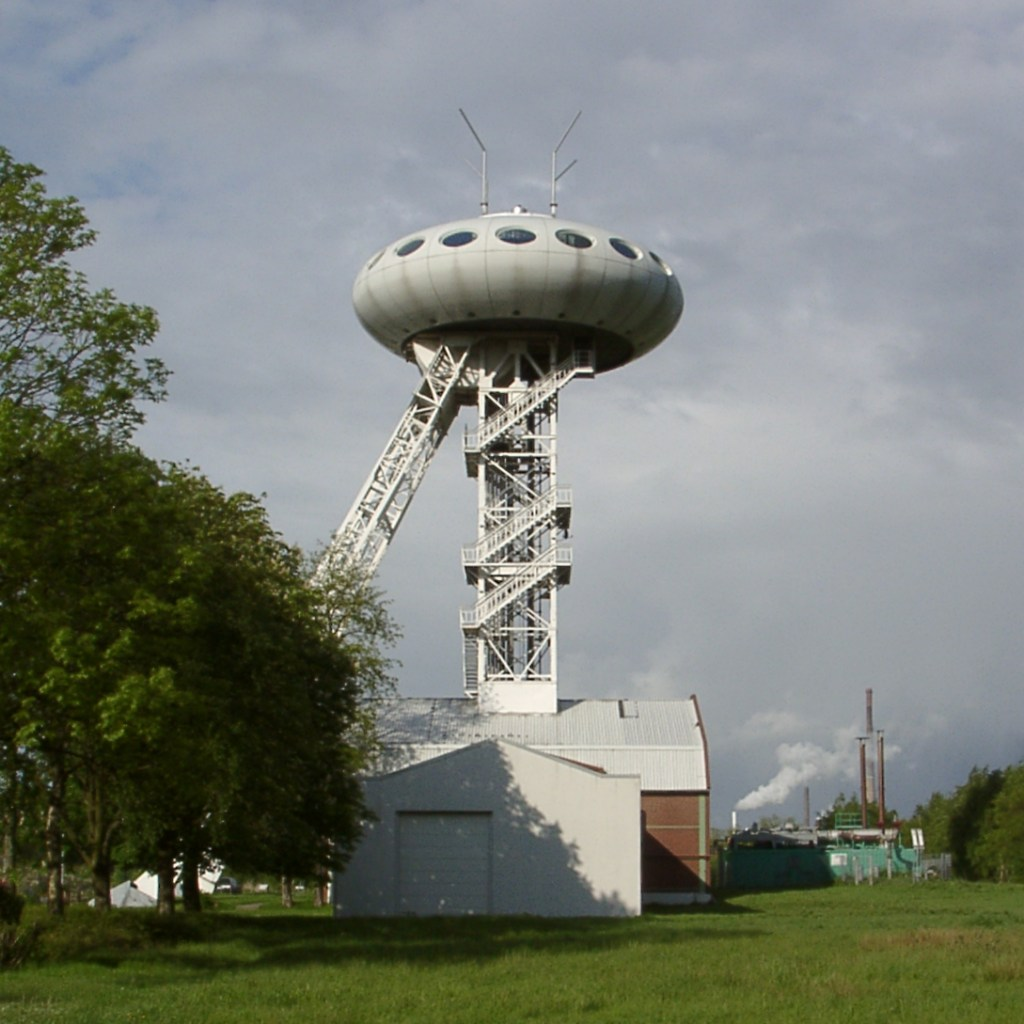
Ehemalige Sendezentrale von Düzgün TV im Colani-UFO im Technologiezentrum Lünen

Düzgün TV ist ein deutscher Fernsehsender aus Lünen in Westfalen. Sendestart war 2006.  Er ist der erste überregionale Fernsehsender, der sich in erster Linie an Aleviten wendet.

## Zulassung, Gesellschafter und Leitung
Die Zulassung erteilte die Landesanstalt für Medien Nordrhein-Westfalen. Antragsteller war die DTV Düzgün TV Produktion und Werbeagentur GmbH aus Lünen, die im Namen der DTTV Sender-Betriebsgesellschaft mbH handelte. An dieser Gesellschaft, die sich zum damaligen Zeitpunkt noch in Gründung befand, besitzt der Lüner Unternehmer und Dönerhersteller Hidir Düzgün 76 Prozent der Anteile. Seine Neffen Bülent Düzgün und Yalcin Düzgün halten die restlichen 24 Prozent zu gleichen Teilen. Yalcin Düzgün ist zugleich alleiniger Geschäftsführer.

## Ziele
Ziele des Senders sind unter anderem den in Deutschland lebenden Türken bei der Integration behilflich zu sein, aber auch Deutschstämmigen die Türkei näherzubringen. Auch will der Sender Lebensweise und Kultur der in der Türkei nicht offiziell als Gruppierung innerhalb des Islam anerkannten Aleviten, derer knapp eine Million in Deutschland leben, darstellen. In diesem Zusammenhang ist man bei der Auswahl der Sendeinhalte um interreligiösen Dialog bemüht: neben weiteren Ausprägungen des Islams sollen auch andere Religionen wie zum Beispiel das Christentum Berücksichtigung finden. Ein weiteres erklärtes Anliegen von Düzgün-TV ist, in der Türkei für die EU zu werben und die weitere Demokratisierung voranzutreiben.

## Programm
Der Sender, der ein 24-stündiges Vollprogramm anstrebt, sendete 2006 zunächst sechs Stunden täglich mit Eigenproduktionen. Zu den ersten Sendungen auf dem als Unterhaltungssender konzipierten Düzgün TV gehören aber auch Nachrichten, Presseschauen, ein Deutschkurs, ein Politmagazin und die Sendung Frauen in Europa. Das meist türkischsprachige Programm soll langfristig mit deutschen Untertiteln ausgestrahlt werden.

## Aktuelle Situation
Im Frühsommer 2007 stellte die DTV Düzgün TV Produktion und Werbeagentur GmbH einen Insolvenzantrag. Wie die Ruhrnachrichten am 27. September 2007 berichteten, zog die Betreibergesellschaft, DTTV Sender-Betriebsgesellschaft mbH, vom Gewerbegebiet LünTEC um in das Gewerbegebiet Wethmarheide.
Die Insolvenz des Antragsteller betrifft nach Aussage des Unternehmens und der Landesanstalt nicht den Sendebetrieb von Düzgün TV. Die Homepage des Senders ist nicht mehr zu erreichen. Das operative Geschäft ist allerdings eingestellt. Die Produktion erfolgt jetzt auch in der Türkei. In Lünen werden noch drei festangestellte Mitarbeiter beschäftigt.